# Século XX a.C.
Século XXI a.C. - Século XX a.C. - Século XIX a.C.
Inicia no primeiro dia do ano 2000 a.C. e termina no último dia do ano 1901 a.C.

## Eventos

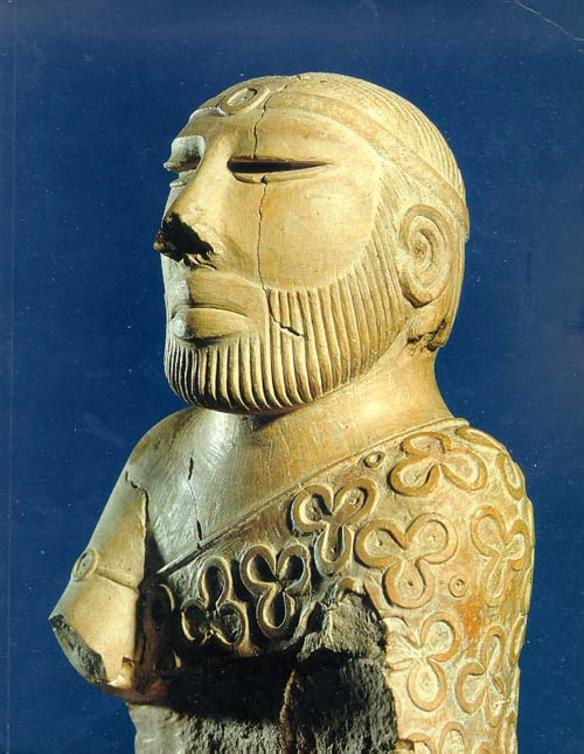
"O Rei-Sacerdote", peça encontrada em Moenjodaro

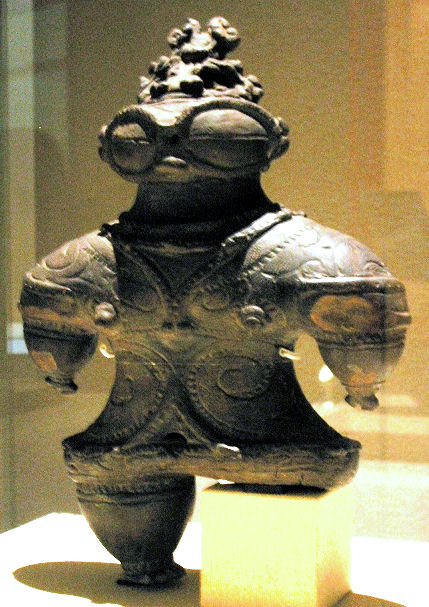
Shakōkidogū (遮光器土偶) (1000–400 a.C.), um Dogu, figura humanoide feita no Período Jomon. Museu Nacional de Tóquio, Japão

- 2000 a.C.: Cultura Capacha na atual Colima, no México.
- 2000 a.C.: Humanos se estabelecem em Matanchén, na atual Nayarit, México
- 2000 a.C.: Chegada dos ancestrais dos latinos na Itália.
- 2000 a.C.: Presumível fundação da cidade de Mântua.
- 2000 a.C.: Acredita-se que Stonehenge foi completada.
- 2000 a.C.: Agricultores e pastores do sul da Etiópia chegam ao Quênia.
- 2000 a.C.: Cavalos são domesticados e usados como transporte.
- cerca de 2000 a.C.: Primeiro palácio da Civilização Minoica em Creta.
- cerca de 2000 a.C.: Local do complexo palaciano de Cnossos começou a ser ocupado.
- cerca de 2000 a.C.: Começa o declínio da Civilização de Harapa.
- cerca de 2000 a.C.: Idade do Bronze começa no norte da China Antiga.
- cerca de 2000 a.C.: – Torso, de Harapa, foi feito. Está agora no Museu Nacional, Nova Déli.
- cerca de 2000 a.C.-1900 a.C.: – Torso de "rei-sacerdote", de Moenjodaro, foi feito. Está agora no Museu Nacional do Paquistão, Carachi.
- 2040 a.C.–1556 a.C.: Dinastia Xia na China, civilização Olmeca na (Mesoamérica).
- 2064 a.C.–1986 a.C.: Guerra das Dinastias Gêmeas no Egito.
- cerca de 2000 a.C.: Período Jomon Intermediário termina no Japão.
- cerca de 2000 a.C.: Recipiente, do túmulo Asahi, foi feito. Período Jomon. Está agora na Coleção da Universidade de Tóquio.
- cerca de 2000 a.C.: Dogū, de Kurokoma, foi feito. Está agora no Museu Nacional de Tóquio.
- 1991 a.C.: Antigo Egito: Faraó Mentuotepe IV morreu. Fim da XI dinastia egípcia. Faraó Amenemés I começa a reger. Início da XII dinastia egípcia.
- cerca de 1985 a.C.: Autoridade política torna-se menos centralizada no Egito Antigo.
- cerca de 1985 a.C.–1795 a.C.: Túmulos cortados nas rochas foram construídos em Beni Haçane.
- cerca de 1985 a.C.–1795 a.C.: "Hipopótamo", da tumba de Senbi (governador) (Tomb B.3) em Meir, Egito foi construído. Está agora no Museu de Arte Metropolitana, Nova Iorque.
- 27 de Fevereiro de 1953 a.C.: Um quase alinhamento dos planetas que eram possíveis ver a olho nu ocorreu.
- cerca de 1942 a.C.: O então chamado rei de Leubingen (hoje parte de Sömmerda) foi enterrado numa grande colina tumular.
- 1932 a.C.: Os amoritas conquistam Ur.
- cerca de 1928 a.C.-1895 a.C.: "Cena da colheita", na parede da tumba de Khnumhotep, em Beni Haçane.
- 1913 a.C.–1903 a.C.: Guerra entre Egito e Núbia.